# 히로시마 전철 에바선
히로시마 전철 에바 선(広島電鉄江波線)은 히로시마 전철이 보유한 궤도노선으로, 히로시마현 히로시마시 나카구 사카이 정 2정목에 위치한 도바시 전차 정류장을 기점으로 해, 나카 구 에바니시 1정목의 에바 전차 정류장을 종점으로 하는 노선이다. 전선이 나카 구에 속한다.

## 개요
에바 선은 기점인 도바시 전차 정류장을 빠지면 히로시마시 나카구 후나이리 지구를 통과한다. 후나이리 지구에서는 주택가나 평화 큰 길,일본 국도 2호선을 교차해 종점의 에바 전차 정류장의 끝에는 에바 차고나 히로덴 에바 영업소가 있다.
에바 선 연선에는 히로시마 시립 후나이리 고등학교나 히로시마 현립 히로시마 상업 고등학교,히로시마 시립 에바 중학교등이 있어 통학에도 에바 선이 넓게 사용되고 있다. 히로시마 시의 공립 중학교는 원칙으로 도보 이외의 통학 방법을 인정하지 않지만, 에바 중학교는 유일하게 후나이리마치 전차 정류장 주변 거주자에게 한정해 노면 전차로의 통학을 허가하고 있다.

## 운행 형태
다음의 계통이 운행되고 있다.
■6호선
- 원칙으로 히로시마역 - 핫초보리 - 가미야초 동·서쪽 - 원폭 돔 - 도카이치 - 도바시 - 에바의 계통으로 운행
- 에바 선을 통과하는 구간은 도바시 - 에바간
- 원칙,1차량으로 운행된다.

■8호선
- 원칙으로 요코가와역 - 도카이치 - 도바시 - 에바의 계통으로 운행
- 에바 선을 통과하는 구간은 도바시 - 에바간
- 원칙,1차량으로 운행되지만 평일의 아침 출근 시간시는 3연접의 전철도 운행된다.
- 2000년대 중반부터 매주 토요일, 일요일, 축일에는 8호선으로,4월부터 9월까지는 100형,10월부터 3월까지는 200형이 운행되고 있다. 운행 시간에 관해서는 레트로 전철을 타자!(히로시마 전철 홈 페이지내,일본어)를 참조. 1980년대 후반부터 2000년대 초반까지 하쿠시마 선과 직통이었다.

아침은 시발의 시간을 맞이하면 에바 차고로부터 전철이 각방면에 출발해, 밤은 막차를 맞이하면 에바 차고에 전철이 돌아온다. 덧붙여 하쿠시마 선의 차량은 모두 에바 차고의 차량이다.

## 역사
에바 선 개통의 경위
1943년, 히로시마시 에바 마을(현재의 에바오키마치)의 조성 매립지에 미쓰비시 중공업 히로시마 조선소 에바 공장이 조업을 개시, 조선소에의 통근 수송을 강화하기 위해 군의 요청에 의해 에바 선이 건설되게 되었다.
연장 문제
에바 전차 정류장으로부터 에바 미쓰비시 중공업 히로시마 제작소 에바 공장까지의 연장이 검토되고 있다.

### 연표
- 1943년 12월 26일 - 도바시 전차 정류장 - 후나이리홈마치 전차 정류장 사이가 복선으로 개통.
  - 개업한 전차 정류장은 도바시,상 후나이리,후나이리 나카초, 후나이리혼마치.
- 1944년 6월 10일 - 상 후나이리 전차 정류장이 영업 휴지.
- 1944년 6월 20일 - 후나이리홈마치 전차 정류장 - 후나이리미나미 마을 전차 정류장 사이가 단선으로 개통.
  - 개업한 전차 정류장은 후나이리혼마치,후나이리 가와구치초, 후나이리미나미마치.
- 1945년 2월 1일 - 후나이리 나카초 전차 정류장, 후나이리 가와구치초 전차 정류장이 영업 휴지.
- 1945년 3월 7일 - 전선 복선화.
- 1947년 11월 1일 - 후나이리미나미 마을 전차 정류장이 에바구치 전차 정류장으로 개칭, 후나이리 나카쵸 전차 정류장, 후나이리 가와구치초가 영업 재개, 상 후나이리 전차 정류장이 폐지.
- 1952년 후나이리 나카초 전차 정류장이 후나이리마치 전차 정류장으로 개칭.
- 1954년 1월 8일 - 궤도를 100m 연장해 에바구치 전차 정류장이 현재의 에바 전차 정류장 부근에 이전. 구 에바구치 전차 정류장은 그랜드구치 전차 정류장으로 개칭.
- 1959년 11월 1일 - 후나이리 사이와이초 전차 정류장 개업.
- 1960년 - 그랜드구치 전차 정류장이 후나이리미나미마치 전차 정류장으로 개칭.
- 1963년 - 에바구치 전차 정류장이 에바 전차 정류장으로 개칭.
- 2002년 - 후나이리미나미 마을 전차 정류장이 후나이리미나미 6정목 교차점의 개수 공사에 수반해, 상행 전차 정류장이 히로시마 시 도하경오 선 북측으로 이전, 하행 전차 정류장은 확장.
- 2003년 - 평일 아침 출근시만 8호선에서 연접 차량을 1편성 투입한다(2006년에는 평일 저녁 퇴근시에도 투입된다.)
- 2008년 3월 - 후나이리 가와구치초·후나이리 사이와이초(에바 방면만)·후나이리혼마치·후나이리마치 전차 정류장의 안전지대 연장 공사를 해 연접 차량 대응 전차 정류장이 된다.

## 정류장 목록
※ 전 정류장 히로시마현 히로시마시 나카구에 소재.
| 역 번호 | 정류장 명          | 정류장 일어명 | 역간 거리 | 영업 거리 | 운행 계통 | 운행 계통 | 운행 계통 | 운행 계통 | 운행 계통 | 운행 계통 | 운행 계통 | 운행 계통 | 접속 노선          |
| ------- | ------------------ | ------------- | --------- | --------- | --------- | --------- | --------- | --------- | --------- | --------- | --------- | --------- | ------------------ |
| M13     | 도바시             | 土橋          | -         | 0.0       |           |           |           |           |           |           |           |           | 히로시마 전철 본선 |
| E1      | 후나이리마치       | 舟入町        | 0.6       | 0.6       |           |           |           |           |           |           |           |           |                    |
| E2      | 후나이리혼마치     | 舟入本町      | 0.5       | 1.0       |           |           |           |           |           |           |           |           |                    |
| E3      | 후나이리사이와이초 | 舟入幸町      | 0.3       | 1.3       |           |           |           |           |           |           |           |           |                    |
| E4      | 후나이리가와구치초 | 舟入川口町    | 0.4       | 1.7       |           |           |           |           |           |           |           |           |                    |
| E5      | 후나이리미나미마치 | 舟入南町      | 0.6       | 2.3       |           |           |           |           |           |           |           |           |                    |
| E6      | 에바               | 江波          | 0.4       | 2.6       |           |           |           |           |           |           |           |           |                    |